# Vz. 52 (metralhadora)
A vz. 52 (7,62mm lehký kulomet vzor 52) é uma metralhadora leve tchecoslovaca desenvolvida após a Segunda Guerra Mundial para as forças armadas da Tchecoslováquia.

## Descrição
A vz. 52 foi originalmente chamada de ZB 501, e foi projetada por Václav Holek. É operada a gás e usa um ferrolho basculante que trava no teto do receptáculo. Sua ação geral é baseada na da metralhadora leve tcheca ZB-26. Possui bipé integral e canos intercambiáveis, e seu sistema de alimentação é projetado para receber fitas metálicas ou carregadores de forma intercambiável e sem modificações.
A vz. 52 inicialmente usava o cartucho tcheco 7,62×45mm, mas em meados da década de 1950 foi convertida para o cartucho padrão do Pacto de Varsóvia de 7,62×39mm por Jaroslav Myslík, e assim, nomeou a vz. 52/57. Ambas elas foram substituídas no serviço tcheco em 1963-64 pela metralhadora de uso geral UK vz. 59.

## Operadores
- Tchecoslováquia
- Cuba[5][6]
- Biafra[7]
- Indonésia[8]